# Xã Dement, Quận Ogle, Illinois
Xã Dement (tiếng Anh: Dement Township) là một xã thuộc quận Ogle, tiểu bang Illinois, Hoa Kỳ. Năm 2010, dân số của xã này là 989 người.